# Dick Giordano

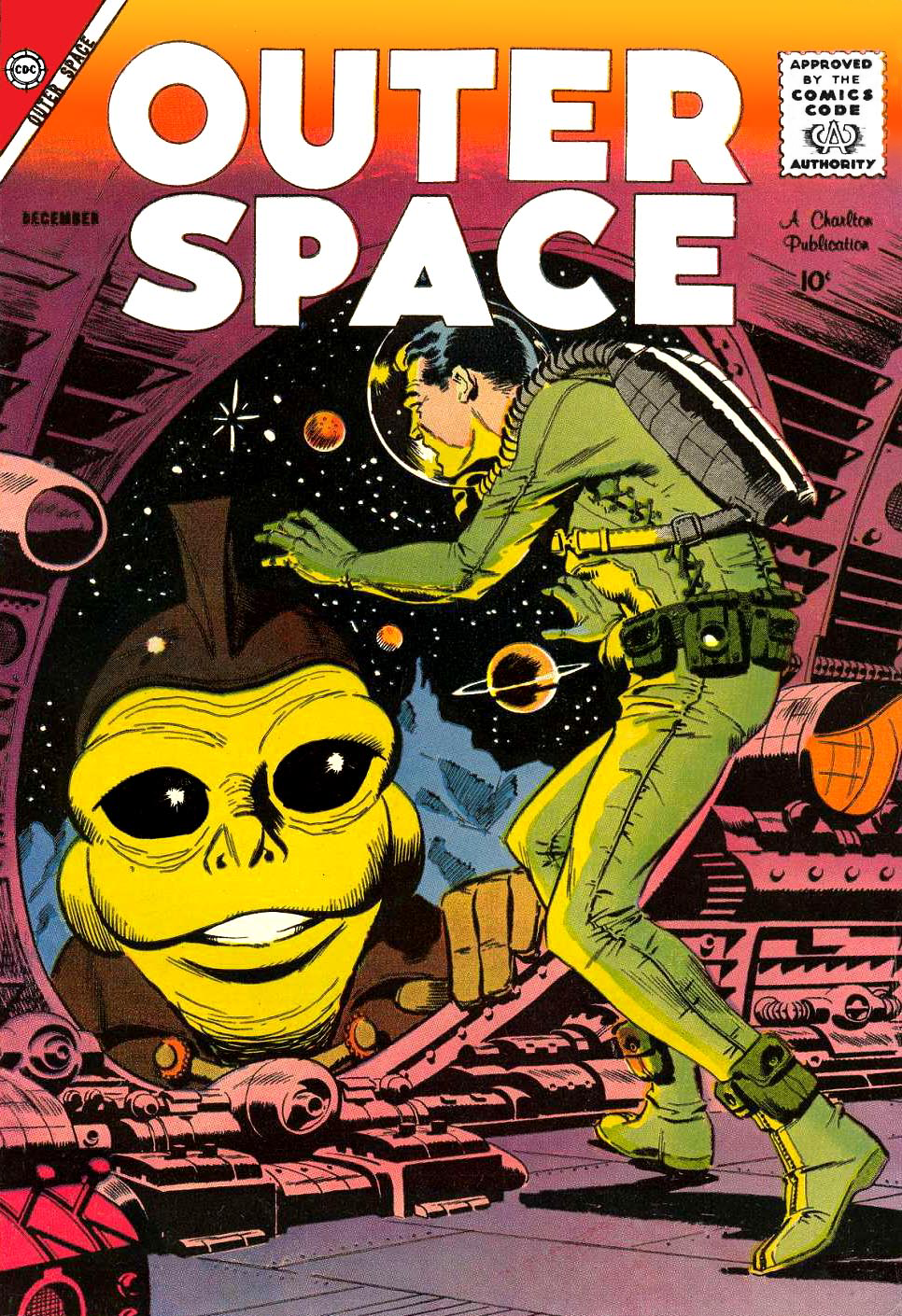
Outer Space 20 (Charlton Comics, December 1958).

Richard Joseph "Dick" Giordano (20 de julio de 1932– 27 de marzo de 2010) fue un historietista y editor estadounidense, conocido por sus colaboraciones con Neal Adams en varias series de cómics de Batman, Linterna Verde y Flecha Verde y por haber sido director ejecutivo de DC Comics, en ese momento la compañía líder en la industria de los cómics.

## Biografía

### Primeros años y carrera
Dick Giordano, hijo único, nació en Manhattan, Nueva York el 20 de julio de 1932, hijo de Josephine y "Jack" (Graziano) Giordano.  Cursó sus estudios secundarios en la Escuela de Arte Industrial.

### Charlton Comics
Giordano comenzó a trabajar como artista independiente para Charlton Comics en 1952 y creó docenas de dibujos para los cómics de la compañía, incluyendo títulos como las historietas del Oeste Annie Oakley, Billy the Kid y Wyatt Earp, la historieta bélica Fightin' Army y varias portadas de otros cómics.
El artista Roy Lichtenstein usó los dibujos de Giordano en Strange Suspense Stories, de Charlton, como inspiración para su serie de 1965-1966 Brushstroke, incluyendo Brushstroke y Big Painting No. 6. Los paneles en cuestión provenían de la historia "The Painting", del número 72 de Strange Suspense Stories (octubre de 1964).
En 1965, ya veterano de Charlton, Giordano fue ascendido a editor ejecutivo, en reemplazo de Pat Masulli. Como editor hizo sus primeros cambios en la industria: revivió a los pocos superhéroes de Charlton e hizo que sus artistas y guionistas crearan nuevos personajes, para lo que él llamaba la línea "Action Hero" de la compañía. Varios de estos artistas eran nuevos talentos que Giordano había encontrado, como Jim Aparo, Denny O'Neil y Steve Skeates.

### DC Comics
El vicepresidente de DC Comics Irwin Donenfeld y el director editorial Carmine Infantino contrataron a Giordano como editor en abril de 1968, tras ser sugerido por Steve Ditko. Giordano se llevó consigo a varios de los historietistas que había entrenado en Charlton. Aunque ninguno de sus títulos (como Bat Lash y Deadman) fue un éxito comercial, algunos fueron alabados por la crítica. Giordano se encargó de ilustrar varios de los títulos medianamente populares de la compañía, como Teen Titans, Aquaman y Young Love, pero ninguno de los principales libros de cómics de DC.
Al mismo tiempo, trabajó como artista independiente para DC, como encargado de lápiz inicial y final. Sus trabajos más notables fueron en colaboración con Neal Adams en las historietas de Linterna Verde.

### Continuity Associates
En 1971, frustrado por lo que sentía como una falta de oportunidades editoriales, Giordano abandonó DC para trabajar con Neal Adams en su estudio Continuity Associates, que servía como bolsa de artistas para las editoriales especializadas en libros de historietas, como Charlton Comics, Marvel Comics y Big Apple Comix. Continuity ayudó a lanzar las carreras de varios caricaturistas profesionales y Giordano fue su mentor durante el tiempo que pasaron allí. 
En la misma década, realizó varios dibujos de Batman y la Mujer Maravilla para DC, además de la historieta de artes marciales "Sons of the Tiger", incluida en la revista de cómics en blanco y negro The Deadly Hands of Kung Fu, de Marvel.

### Regreso a DC
En 1980, la nueva redactora jefe de DC, Jenette Kahn, volvió a contratar a Giordano para que trabajara en la compañía. Al principio fue el editor de las historietas de Batman, pero en 1981 fue nombrado el nuevo editor general de la compañía, y dos años más tarde fue ascendido a vicepresidente/editor ejecutivo, un cargo que ocuparía hasta 1993. Junto a Kahn y Paul Levitz, Giordano contribuyó al relanzamiento de varios personajes importantes, tales como Superman, Batman, la Mujer Maravilla, Flash, Linterna Verde, la Liga de la Justicia y los Jóvenes Titanes. Hacia fines de la década de 1980, crearon la línea de cómics Vertigo, orientada a un público de mayor edad, bajo la dirección de la editora Karen Berger e influenciada por historietistas británicos como Alan Moore y Neil Gaiman.
Durante este período y hasta que abandonó la compañía, Giordano escribió una columna mensual en los libros de cómics de DC titulada "Meanwhile...", que, de manera similar a los "Bullpen Bulletins" de Marvel, incluía noticias e información sobre la compañía y sus creadores. A diferencia de "Bullpen Bulletins", que se caracterizaba por su tono irónico y exagerado, las columnas de Giordano "estaban escritas en un tono relativamente sobrio, con una voz amistosa, como un amigo de tu padre que te gusta mucho y a quien no te importa sentarte a escucharlo". Giordano cerraba cada columna con las mismas palabras: "Gracias y buenas tardes".
Giordano también continuó haciendo trabajos de lápiz final, como en el crossover ficcional de 1986 Crisis on Infinite Earths (en colaboración con George Pérez), en The Man of Steel, con John Byrne y en Action Comics.

#### Derechos de los creadores de cómics
Desde 1985, Giordano estuvo en el medio de un amplio debate sobre la industria de los cómics, los sistemas de evaluación y los derechos de los creadores. Los guionistas veteranos Mike Friedrich, Steven Grant y Roger Slifer citaban a Giordano en particular por su postura firme con respecto a DC. Este debate fue una de las causas de que en 1988 se esbozara la Carta de Derechos de los Creadores de Cómics.

### Últimos años
Giordano abandonó DC en 1993. Siguió realizando trabajos de lápiz final durante un tiempo, pero más tarde comenzó a trabajar como artista independiente de tiempo completo. En 1994, Giordano ilustró una adaptación de la novela Modesty Blaise en formato de novela gráfica para DC Comics (ISBN 1-56389-178-6), junto con el guionista Peter O'Donnell.
En 2002, Giordano colaboró con el lanzamiento de Future Comics con el guionista David Michelinie y el artista Bob Layton. La compañía dejó de publicar en 2004.
Desde 2002, Giordano realizó los dibujos de varios números de The Phantom publicados en Europa y Australia. A mediados de la década de 2000, asumió el cargo de director de la industria de cómics A Commitment To Our Roots (ACTOR), renombrada en 2006 como Hero Initiative. En 2004, completó junto con Roy Thomas una adaptación de la novela Drácula, de Bram Stoker; habían comenzado el proyecto en 1947, pero la cancelación de varias de las revistas en blanco y negro de Marvel lo habían dejado en el limbo. La historia terminada fue incluida en una edición en tapa dura de 2005 y en otra edición similar, a color, en 2010. En 2005, F+W Publications Inc. publicó el libro instructivo de arte Drawing Comics with Dick Giordano (Dibujando cómics con Dick Giordano), escrito e ilustrado por él. Su última obra apareció en el número cincuenta y uno del segundo volumen de Jonah Hex, en marzo de 2010, donde realizó los dibujos interiores y de la portada.

## Vida personal

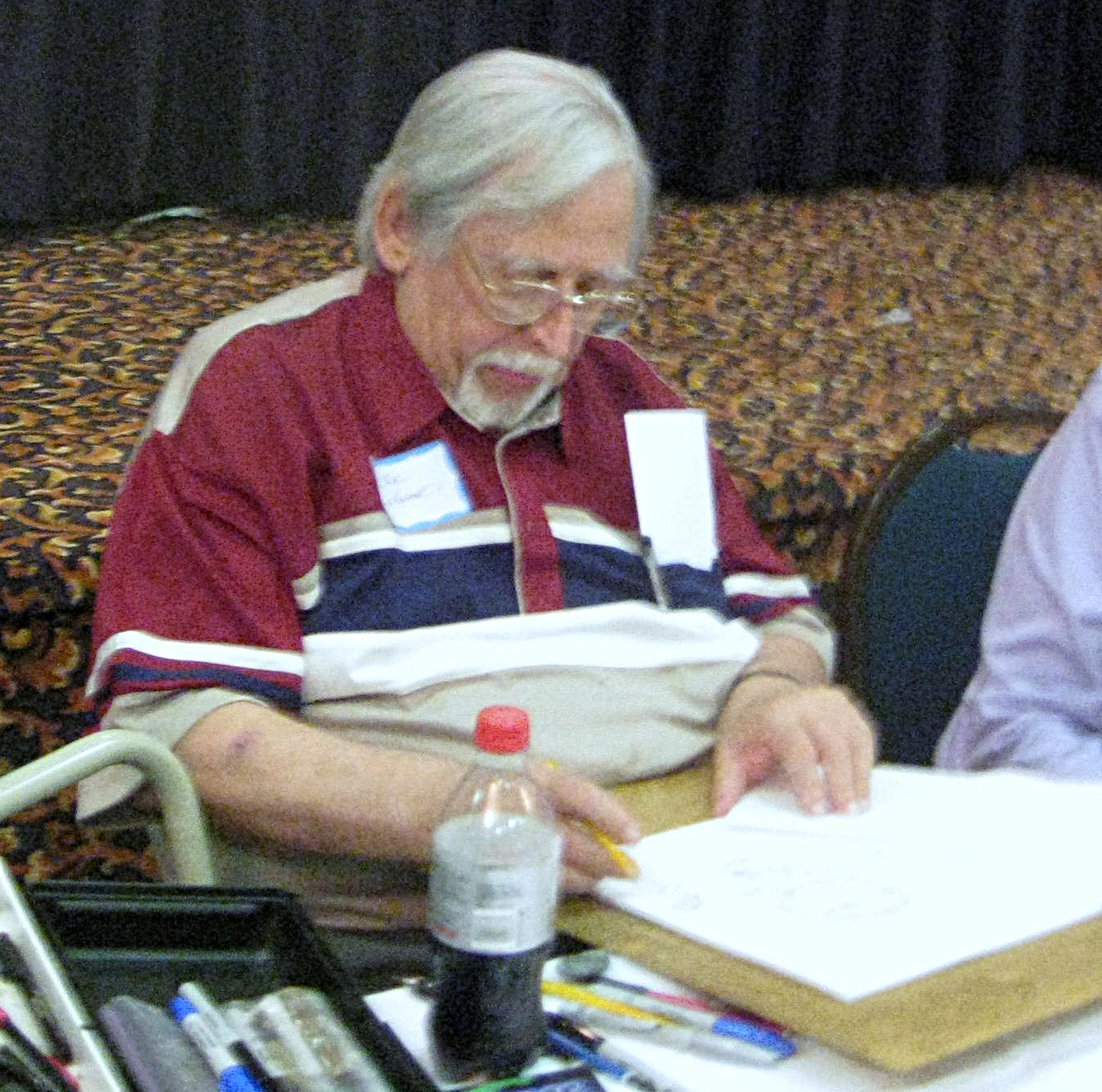
Dick Giordano en la convención de Tempa en agosto de 2008.

Giordano estuvo casado durante treinta y ocho años con Marie Trapani (hermana de su colega dibujante Sal Trapani) hasta su fallecimiento por cáncer de estómago en 1993. Tuvieron tres hijos: Lisa, Dawn y Richard Jr. La muerte de Marie, combinada con la pérdida gradual de audición de Giordano, lo llevaron a tomar la decisión de retirarse de DC.
Después del fallecimiento de su esposa, Giordano dividió su tiempo entre sus casas de Florida y Connecticut. En 1988, se mudó a Palm Coast, Florida, donde continuó trabajando como artista independiente hasta el final de su vida.
Giordano había tenido linfoma y leucemia como consecuencia de la quimioterapia. Falleció el 27 de marzo de 2010 debido a complicaciones derivadas de una neumonía.

## Legado
Como artista, Giordano se destacó por sus dibujos de lápiz final. Durante finales de la década de 1960 y principios de la de 1970 trabajó en conjunto con Neal Adams, e ilustraron varias historietas de Batman y Linterna Verde/Flecha Verde para DC Comics. Giordano también se encargó del lápiz final en el primer crossover ficcional entre DC y Marvel Comics, Superman vs. the Amazing Spider-Man (1976), sobre el lápiz inicial de Ross Andru, y dos años más tarde, en 1978, volvió a trabajar con Adams en el one-shot Superman vs. Muhammad Ali. Durante los últimos años de la década de 1970 y la de 1980, Andru y Giordano fueron los principales artistas de portadas de DC: no solo ilustraban todas las portadas de los cómics de Superman, sino también las de muchas otras historietas publicadas por la compañía.
Giordano fue mentor o inspiró a una generación de artistas especializados en lápiz final, incluyendo a Terry Austin y Bob Layton.

## Premios
Giordano recibió varios reconocimientos en la industria por sus obras, incluyendo el Premio Alley al Mejor Editor de 1969 y el Premio Shazam al Mejor Lápiz final (División Dramática) por Linterna Verde y otros títulos de DC en 1970, 1971, 1973 (por la Liga de la Justicia) y 1974.

## Obras
Ha ilustrado las siguientes historietas:

### DC
- Action Comics (Human Target) #419-420, 422-423, 425-426, 428-429, 432 (1972–74); (Lex Luthor) #600 (1988); (Superman) #836 (dos páginas, entre otros artistas) (2006)
- Adventure Comics (Zatanna) #419 (1972); (Aquaman) #475-478 (1980)
- Adventures in the DC Universe (Rose and Thorn & Zatanna) Anual #1 (1997)
- American Century #7 (2001)
- Armageddon: Inferno, miniserie en cuatro partes, (JSA) #4 (1992)
- Armageddon: The Alien Agenda, miniserie en cuatro partes, (Captain Atom) #4 (1992)
- Batman #247, 250 (1973); (Batman & Robin) #327 (1980); (Batman) #421 (1988)
- Batman: Hollywood Knight, miniserie, #1-3 (2001)
- Batman: Dark Knight of the Round Table, miniserie, #1-2 (1998)
- Batman: Gordon of Gotham, miniserie, #1-4 (1998)
- Batman: Turning points, miniserie en cinco partes, #3 (2001)
- Batman Chronicles #13, 21 (1998–2000)
- Batman: Gotham Knights #19, 28 (2001–02)
- Birds of Prey #11-12, 18 (1999–2000)
- Birds of Prey: Wolves, novela gráfica (1997)
- Canario Negro: New Wings, miniserie (sobre los bocetos de Trevor Von Eeden) #1-4 (1991–92)
- Brave and the Bold (Flash & Doom Patrol) #65 (1966); (Human Target) #143-144 (1978); (Batman & Black Lightning) #163 (1980); (Batman & Canario Negro) #166 (1980)
- Gatúbela #31-32 (1996)
- Christmas with the Super-Heroes (Deadman) #2 (1988)
- Detective Comics (Elongated Man) #426, 430, 436, 449 (1972–75); (Batman) #457 (1976); (Human Target) #484, 486, 493 (1979–80); (Batichica) #487 (1979); (Batman y Robin) #500 (1981)
- Flash (Elongated Man) #206, 208, 210, 212; (Linterna Verde) #220-221, 223-224 (1971–73)
- Flash, vol. 2, Anual #10 (1997)
- Fury of Firestorm Anual #4 (entre otros artistas) (1986)
- Flecha Verde (Canario Negro) Annual #2 (1989)
- Hawk and Dove #25 (entre otros artistas) (1991)
- Jonah Hex, vol. 2, #51 (2010)
- Jonni Thunder a.k.a. Thunderbolt, miniserie, #1-4 (1985)
- Justice League of America (Wonder Woman/Zatanna) #200 (1982)
- Justice League of America, vol. 4, #0 (una página) (2006)
- L.A.W., miniserie, #1-6 (1999–2000)
- Lois Lane (Rose and Thorn) #112, 115-116 (1971)
- Modesty Blaise, novela gráfica (1994)
- Nightwing: Alfred's Return, one-shot (1995)
- New Teen Titans, vol. 2, (Tales of Tamaran) #16 (1986)
- Power of Shazam #28
- Secret Origins (Halo) #6 (1986)
- Secret Origins of the World's Greatest Super-Heroes (Batman) (1989)
- Shadowdragon Annual #1 (1995)
- Shazam! #12, 25 (1974–76)
- Silver Age: Showcase (Seven Soldiers of Victory) #1 (2000)
- Strange Sports Stories #2-3 (1973–74)
- Supergirl, vol. 3, Anual #1 (1996)
- Superman (Fabulous World of Krypton) #236, 255, 271 (1971–74)
- Superman Forever, one-shot (entre otros artistas) (1998)
- Time Warp #1, 3 (1979–80)
- Wonder Woman #200-203, 220 (1972–75), #300 (entre otros artistas) (1983)
- Wonder Woman, vol. 2, Secret Files & Origins #1 (1998)

### Marvel
- Deadly Hands of Kung Fu (Sons of the Tiger) #1, 3 (1974)
- Dracula Lives #5-8, 10-11 (1974–75)
- Doctor Strange #1, 2, 4, 5 (1974) (lápiz final)
- Legion of Monsters (Drácula) #1 (1975)
- Marvel Feature, vol. 2 (Red Sonja) #1 (1975)
- Savage Sword of Conan (Conan) #25 (1977); (Red Sonja) #78 (1982)

### Warren
- Creepy #94 (1978)
- Eerie #88 (1977)

### Wi~Fi Digital Press
- Baron5 (2013)

### Star Reach
- Star Reach #2 (1975)

### Libros
- Drawing Comics with Dick Giordano (F+W Publications Inc., 2005)